# Ressecção transuretral de próstata
Ressecção transuretral de próstata (também conhecido como RTUP ou RTU de próstata) é um procedimento cirúrgico urológico usado para tratamento da hiperplasia prostática benigna (HPB). Como o nome sugere, é realizada através da visualização da próstata pela uretra, e remoção do tecido por eletrocauterização ou dissecção aguda. Tem sido o padrão de tratamento para HPB por muitos anos, mas recentemente, métodos alternativos e minimamente invasivos se tornaram disponíveis. O procedimento tem sido feito com anestesia geral ou espinhal.Um cateter de lúmen triplo é inserido através da uretra para irrigar e drenar a bexiga depois que o procedimento cirúrgico se concluir. O resultado é considerado excelente em 80-90% dos pacientes de HPB. O procedimento possui riscos mínimos para disfunção erétil, risco moderado para hemorragia, e um grande risco para ejaculação retrógrada.

## Indicações
Normalmente, o HPB é inicialmente tratado dom medicamentos. Isto é feito com bloqueadores alfadrenérgicos. Se este tratamento não reduzir os sintomas urinários dos pacientes, uma RTUP pode ser considerada na sequência de uma examinação cuidadosa da próstata e bexiga através de um cistoscópio. Caso um RTUP seja contraindicado, um urologista pode considerar uma prostatectomia simples, dentro e fora de cateteres, ou um cateter suprapúbico para que o usuário libere a urina efetivamente Na medida que o manejo médico do HPB evolui, a frequência de RTUP diminui.

## Tipos de RTUP
Tradicionalmente, um cistoscópio (um resectoscópio com um ângulo de visualização de 30º, com uma bainha resectoscópica e um elemento funcional) tem sido utilizada para realizar a RTUP. O visor é passado através da uretra para a próstata, aonde o tecido ao redor da próstata pode ser removido.
Um aparelho monopolar utilizando um loop com corrente elétrica circulando em uma direção (logo, monopolar) pode ser utilizado para remover tecido através do resectoscópio. É necessário que se utilize uma almofada de unidade eletrocirúrgica aterrada, e irrigação por fluido isolante para prevenir a perturbação dos tecidos ao redor da operação. Esse fluido (geralmente glicina) pode causar danos aos tecidos das redondezas depois de exposição prolongada, resultando em síndrome de ressecção transuteral, logo, o tempo de operação deve ser limitado.
A RTUP utilizando um aparelho bipolar é uma técnica mais recente que utiliza corrente bipolar para remover o tecido. A RTUP bipolar permite irrigação salina, e elimina a necessidade de uma almofada de unidade eletrocirúrgica aterrada, prevenindo hiponatremia pós-RTUP (síndrome de ressecção transuretral) e reduzindo outras complicações. Como resultado, a RTUP bipolar não é submetida às mesmas limitações de tempo da RTUP monopolar.
Outro método transuretral utiliza energia a laser para remover os tecidos. Com uma cirurgia de próstata à laser, um cabo de fibra ótica é conduzido através da uretra para transmitir lasers como o vermelho holmium-Nd:YAG de alta potência ou fosfato de potássio titanyl KTP) "verde" paravaporizar o adenoma. Mais recentemente, o laser KTP tem sido substituídos por lasers de mais alta potência baseados em cristais de lítio triborato, no entanto, ainda é comunmente referido como "luz verde" ou procedimento de KTP. As vantagens específicas de utilizar energia a laser, em detrimento da eletrocirurgia RTUP é uma diminuição da perda de sangue relativa, eliminação do rispo de hiponatremia pós-TURP (síndrome RTU), e a habilidade de tratar glândulas maiores, bem como tratar pacientes ativamente tratadas com terapia anticoagulante.

## Procedimento
Como o nome indica, o procedimento é realizado através da visualização da prostáta via uretra e remoção do tecido através de eletrocautério. É considerado o tratamento mais eficiente para HPB. Os resultados são considerados excelentes para 80-90% dos pacientes com HPB que realizam o procedimento.

## Complicações
As complicações pós-operatórias incluem sangramento (mais comum), coagulação e hiponatremia.